# Chemistry (álbum de Kelly Clarkson)
Chemistry (estilizado em letras minúsculas) é o décimo álbum de estúdio da cantora norte-americana Kelly Clarkson. Foi lançado em 23 de junho de 2023, através do selo Atlantic Records. O álbum, gravado entre 2020 e 2022, conta com produção de colaboradores de longa data de Clarkson, como Jason Halbert e Jesse Shatkin, bem como pelos recém-chegados Erick Serna e Rachel Orscher. O álbum apresenta colaborações com Steve Martin e Sheila E.. Dois singles foram lançados para promover o álbum: os singles duplo A, “Mine” / “Me” e “Favorite Kind of High”.
Chemistry ilustra “o arco de todo um relacionamento”, mostrando cada emoção que você sente do começo ao fim. O álbum apoiará a primeira residência de Clarkson em Las Vegas, Chemistry: An Intimate Evening with Kelly Clarkson. Será executado por dez noites apenas de 28 de julho a 19 de agosto de 2023.

## Antecedentes
Clarkson começou a trabalhar na sequência de seu álbum de 2017, Meaning of Life, em 2019. Em junho de 2020, ela anunciou o divórcio do seu marido Brandon Blackstock. Antes do divórcio, ela descreveu o álbum como se Breakaway (2004) e Stronger (2011) tivessem um bebê, e mais como Meaning of Life. Quando ela apareceu no Sunday Today com Willie Geist em setembro de 2020, ela descreveu o álbum como cada emoção que você experimenta do início ao fim de um relacionamento. Ela o descreve como o mais pessoal que já lançou e que tem sido terapêutico para ela. Clarkson mencionou que ela havia escrito cerca de sessenta canções durante o divórcio.
Em uma entrevista em setembro de 2022 para à Variety, Clarkson falou sobre o álbum. Ela disse que estava trabalhando nisso há dois anos; foi importante, e muitas das músicas foram gravadas dois anos antes (2020). Quando o divórcio aconteceu, ela precisava escrever sobre isso. Ela disse à gravadora: “Não posso falar sobre isso até que eu tenha passado por isso”, e levou algum tempo para fazer isso. Essa é uma das razões pelas quais fizemos muitas coisas de Natal nos últimos dois anos – porque eu fiquei tipo, “Bem, isso é feliz!” Descrevendo o álbum, ela diz: “E não é de todo ruim – tipo, há desgosto nele e tristeza nele.”
Em janeiro de 2023, durante uma live no Instagram, ela mencionou que havia acabado de fazer a sessão de fotos do álbum com Brian Bowen Smith. Enquanto aparecia no podcast Angie Martinez IRL de Angie Martinez, Clarkson mencionou que uma das canções do álbum se chama “Red Flag Collector”.

## Gravação e produção
Clarkson gravou a maior parte do álbum em 2020. Dois dos colaboradores frequentes de Clarkson, Jason Halbert e Jesse Shatkin, retornaram para produzir este álbum junto com os recém-chegados Eric Serna e Rachel Orscher.

## Composição
Clarkson escreveu em todas, exceto duas das quatorze faixas. A segunda música “Me” foi escrita pela primeira vez por Gayle e Josh Ronen. Eles escreveram o primeiro verso e refrão. Quando Clarkson disse à Atlantic que era fã de Gayle, eles disseram que ela era sua artista. A Atlantic então enviou a música para Clarkson. Em uma noite, Clarkson terminou o resto da música. Clarkson, Jesse Shatkin e Carly Rae Jepsen escreveram a sétima música “Favourite Kind of High”. Antes de ser dada a Clarkson, Jepsen escreveu a faixa, com Clarkson escrevendo a letra e a melodia quando ela recebeu. Uma das canções mais felizes do álbum, é descrita como uma “música sexy” e como é sobre “aquele barato quando você vê alguém pela primeira vez e fica tipo 'Oh, merda.'”
“Red Flag Collector”, escrita por Clarkson, Halbert e seu guitarrista Jaco Caraco, começa com uma vibração estilo salão ocidental com dedilhado de guitarra e assobios (de Caraco). A música então toma um rumo mais rock. Um chicote pode ser ouvido ao longo da música e trombetas são adicionadas no meio. Na ponte, o estilo salão ocidental retorna brevemente com o piano.
A décima terceira faixa, “I Hate Love”, que Clarkson descreve como uma faixa pop-punk, apresenta Steve Martin no banjo. Clarkson faz referência a Martin na música que lhe deu a ideia de Martin tocar banjo nela. Sheila E. toca bateria na última música “That's Right”.

## Lançamento e promoção
Chemistry foi lançado pela Atlantic Records em 23 de junho de 2023. Em uma entrevista em setembro de 2022 para à Variety, Clarkson anunciou que lançaria o álbum em 2023, chamando o álbum de “importante” e citando a música como “útil” para expressar o que ela sente. Em 25 de março de 2023, Clarkson twittou emojis de vinho, coração partido e sol, que é como ela descreveu o álbum enquanto aparecia no Access Daily em janeiro de 2023. No dia seguinte, ela anunciou nas suas redes sociais o título do álbum e anunciou que seria lançado “em breve”.
Em 24 de abril de 2023, para ajudar a comemorar o lançamento do álbum, Clarkson apresentou todo o álbum Chemistry no Belasco Theatre em Los Angeles. O programa foi gravado. Em 22 de junho de 2023, ela apareceu no The Today Show para promover o álbum. Ela voltará ao Today em 22 de setembro de 2023, para se apresentar.
Clarkson promoverá o álbum durante uma residência de dez noites em Las Vegas, Chemistry: An Intimate Evening with Kelly Clarkson. Acontecerá de 28 de julho a 19 de agosto de 2023, no Bakkt Theatre.

### Singles
O primeiro single do álbum é um single duplo A com “Mine” e “Me”. Clarkson explicou o motivo do lançamento, dizendo "decidimos lançar 'Mine' e 'Me' ao mesmo tempo porque não queria lançar apenas uma música para representar um álbum inteiro, ou relacionamento.” Foi lançado em 14 de abril de 2023.
“Favourite Kind of High” foi lançado como o segundo single do álbum em 19 de maio de 2023. “I Hate Love” com Steve Martin e “Red Flag Collector” foram lançados como singles promocionais em 2 e 9 de junho de 2023, respectivamente.

## Recepção critica
| Críticas profissionais | Críticas profissionais |
| Pontuações agregadas   | Pontuações agregadas   |
| Fonte                  | Avaliação              |
| ---------------------- | ---------------------- |
| Metacritic             | 72/100                 |
| Avaliações da crítica  |                        |
| Fonte                  | Avaliação              |
| Rolling Stone          | [ 21 ]                 |
| Slant Magazine         | [ 22 ]                 |
| MusicOMH               | [ 23 ]                 |
| i                      | [ 24 ]                 |
| The Line of Best Fit   | 7/10                   |
| Metro                  | [ 26 ]                 |
| PopMatters             | 7/10                   |

No agregador de resenhas Metacritic, Chemistry recebeu uma pontuação de 72 em 100 com base em cinco resenhas, indicando "avaliações geralmente favoráveis".
Antes do lançamento do álbum, Sal Cinquemani da Slant Magazine deu ao álbum três estrelas e meia. Ele escreveu: “Na maioria das vezes, no entanto, Chemistry conta com uma mistura familiar de elementos dos dois álbuns anteriores de Clarkson, o pop centrado Piece by Piece e o clássico inspirado em soul Meaning of Life. Um ciclo de canções vagamente estruturado, o álbum documenta os estágios da dor de Clarkson após sua separação de seu marido, o talentoso Brandon Blackstock, empregando o gênero como um reflexo de seu estado emocional.” Ilana Kaplan, da Rolling Stone, disse: “enquanto o álbum está repleto de refrões cinematográficos ladeados por grandes riffs de guitarra, muito do álbum depende dos vocais emotivos de Clarkson e das letras que revelam a alma, transformando Chemistry em seu projeto mais vulnerável desde My December.” Lucy Norris, do jornal britânico Metro, citou: “Chemistry durou três anos e acabou destruindo seu rompimento, enquanto permitia que os ouvintes sentissem fisicamente que ela se recompôs na mais triunfante exploração do amor que já ouvimos da campeã do American Idol de 2002.”, dando-lhe uma classificação de quatro estrelas.
Resenhando para MusicOMH, John Murphy deu ao álbum quatro estrelas e disse: “Pode não estar lá com Rumours ou Blood On The Tracks, mas dada a emoção e o coração derramado nele, Chemistry é um álbum de separação mais do que decente.” Kate Solomon do jornal britânico i escreveu: “Chemistry ondula com tristeza mesmo em seus momentos mais otimistas. Clarkson sempre foi uma mestra das baladas poderosas de coração partido, mas essas parecem mais discretas do que suas chorosas lançadas na adolescência. Ela está mais contida, mais madura e mais conflituosa. O que falta é um momento de destaque que realmente atire na espinha: a química não está lá.”
Em uma crítica menos entusiástica, Lindsay Zoladz do The New York Times escreveu que o álbum “no final das contas parece uma oportunidade perdida de mais profundidade e ousadia” porque “Clarkson acaba com arranjos que não correspondem ao poder e crueza do emoções que os alimentam”. Zoladz escreve que “as expectativas de Chemistry eram altas para alguma catarse de terra arrasada da mulher que lançou a canção de separação alegre do milênio, 'Since U Been Gone'.”
Nicholas Hautman, da Page Six, chamou Chemistry de seu “corpo de trabalho mais triunfante desde Stronger, de 2011 – e possivelmente até Breakaway, de 2004”.

## Alinhamento de faixas
| Chemistry – Edição Padrão |                                  |                                       |                      |         |  |
| N.º                       | Título                           | Compositor(es)                        | Produtor(es)         | Duração |  |
| 1.                        | "Skip This Part"                 | Kelly Clarkson Jason Halbert          | Halbert              | 3:37    |  |
| 2.                        | "Mine"                           | Clarkson Erick Serna Jesse Shatkin    | Serna Shatkin        | 3:11    |  |
| 3.                        | "High Road"                      | Rachel Orscher Justin Womble          | Jane Black Halbert   | 3:19    |  |
| 4.                        | "Me"                             | Clarkson Taylor Rutherford Josh Ronen | Halbert Shatkin      | 3:35    |  |
| 5.                        | "Down to You"                    | Clarkson Shatkin Maureen McDonald     | Shatkin              | 3:09    |  |
| 6.                        | "Chemistry"                      | Clarkson Shatkin Serna                | Shatkin Randy Runyon | 2:30    |  |
| 7.                        | "Favorite Kind of High"          | Clarkson Shatkin Carly Rae Jepsen     | Shatkin              | 2:55    |  |
| 8.                        | "Magic"                          | Clarkson Shatkin Runyon               | Shatkin              | 3:15    |  |
| 9.                        | "Lighthouse"                     | Clarkson Shatkin Aben Eubanks         | Shatkin              | 3:21    |  |
| 10.                       | "Rock Hudson"                    | Clarkson Shatkin                      | Shatkin              | 3:22    |  |
| 11.                       | "My Mistake"                     | Shatkin Alex Hope Sean Douglas        | Shatkin              | 3:16    |  |
| 12.                       | "Red Flag Collector"             | Clarkson Halbert Jaco Caraco          | Shatkin              | 2:58    |  |
| 13.                       | "I Hate Love" (com Steve Martin) | Clarkson Shatkin Nick Jonas           | Shatkin              | 3:33    |  |
| 14.                       | "That's Right" (com Sheila E.)   | Clarkson Shatkin Serna                | Shatkin Serna        | 2:39    |  |
| Duração total:            | Duração total:                   | Duração total:                        | Duração total:       | 44:40   |  |

Notas
- Todas as faixas são estilizadas em letras minúsculas.

## Histórico de lançamento
| Região | Data                | Formato                             | Gravadora | Ref.                 |
| ------ | ------------------- | ----------------------------------- | --------- | -------------------- |
| Várias | 23 de junho de 2023 | CD download digital streaming vinil | Atlantic  | [ 32 ] [ 31 ] [ 33 ] |